# Mortal Kombat Gold
Mortal Kombat Gold è un picchiaduro 3D prodotto da Midway Games nel 1999 ed è la versione esclusiva per Dreamcast di Mortal Kombat 4, uscito un anno prima su PlayStation, Nintendo 64 e PC.
Si differenzia da Mortal Kombat 4 per un maggior dettaglio grafico, per il numero di personaggi (salito da 18 a 24) e il numero di arene (salito da 10 a 13). Grazie a questi nuovi personaggi, la trama viene estesa anche al regno di Edenia, rimasto quasi ignorato. Nella schermata di selezione del personaggio adesso è possibile selezionare anche l'arma con cui combattere.
Mortal Kombat Gold ha rispecchiato appieno la cattiva sorte dell'unica console su cui girava: il Dreamcast, l'ultima console della SEGA. Con la rapida e silenziosa fine del Dreamcast, MK Gold infatti è stato dimenticato sia per via della concorrenza di Sony con l'imminente PlayStation 2 che ha messo in ombra le potenzialità del Dreamcast, sia per una cattiva politica di distribuzione della Midway Games.

## Trama
Migliaia di anni prima che le vicende di Mortal Kombat iniziassero, Shinnok, uno degli Dei Antichi che controllavano i sei regni dell'universo di Mortal Kombat, spinto dalla sete di potere, si oppose ad essi e mosse guerra nei loro confronti per divenire padrone incontrastato. Il dio del tuono Raiden, riuscì ad opporsi e sconfiggerlo dopo una battaglia durata molti secoli e a confinarlo e sigillarlo nel Netherrealm. Qui Shinnok venne torturato dai demoni comandati da Lucifer, l'entità governatrice del posto fino a quando non incontra il malvagio stregone Quan Chi. Grazie al suo aiuto, riesce a sconfiggere l'entità e a diventare così l'imperatore del Netherrealm, elaborando intanto nella sua mente un modo per fuggire e vendicarsi di Raiden, ma senza successo.
La grande svolta avviene quando Quan Chi libera il dio decaduto dalla sua prigione dimensionale, grazie ad un potente amuleto che rompe il sigillo inferto da Raiden. Per ringraziare lo stregone, Shinnok gli promette un posto d'onore nell'impero che costruirà. Dopo la sconfitta di Shao Kahn in Mortal Kombat 3, l'Outworld si sgretola e il regno di Edenia rinasce e Kitana ne è la nuova regina. Shinnok approfitta dello stato di debolezza in cui versano i due regni per invaderli e conquistarli: l'Earthrealm a causa della tentata e recente invasione da parte di Shao Kahn ed Edenia a causa della sua recente rifondazione, al cui interno vi sono ancora conflitti tra i sostenitori dell'Outworld del defunto Shao Kahn e i sostenitori del regno attualmente presente. Organizza così un esercito composto dagli ex membri della Fratellanza dell'Ombra, l'esercitò che guidò contro gli Dei Antichi migliaia di anni fa, e, contemporaneamente, viene appoggiato dai guerrieri che furono fedeli a Shao Kahn e da altri provenienti dal Netherrealm e da Edenia. Il dio decaduto quindi si prepara a conquistare i regni, e gli Dei Antichi incaricano Raiden e Fujin (dio del vento e fratello del dio del tuono) di riunire i guerrieri di Edenia e della Terra ed affrontare la minaccia di Shinnok e Quan Chi.

## Personaggi
| Classici    | MK4      | Gold     | Segreti     |
| ----------- | -------- | -------- | ----------- |
| Liu Kang    | Fujin    | Cyrax    | Goro        |
| Jax Briggs  | Shinnok  | Kung Lao | Noob Saibot |
| Sub-Zero    | Quan Chi | Kitana   | Meat        |
| Sonya Blade | Reiko    | Mileena  |             |
| Johnny Cage | Tanya    | Baraka   |             |
| Raiden      | Kai      | Sektor   |             |
| Scorpion    | Jarek    |          |             |
| Reptile     |          |          |             |

### Nuovi personaggi Gold
- Cyrax - ninja-cyborg del clan Lin-Kuei. Viene salvato dalla sua prigionia nel deserto di Jade dal clan Lin-Kuei, ma viene abbandonato a se stesso a causa di alcuni malfunzionamenti. Viene ritrovato da Sonya Blade e Jax Briggs e decide di abbandonare per sempre il clan Lin-Kuei, unendosi ai guerrieri della Terra per fronteggiare la minaccia di Shinnok; nel suo finale (canonico) Sonya e Jax lo aiutano a tornare in parte umano;
- Sektor (segreto) - ninja-cyborg del clan Lin-Kuei. Ha l'ordine di trovare e uccidere i traditori del clan: Cyrax e Sub-Zero. Viene a sapere che i due ninja si sono uniti ai guerrieri della Terra e decide di unirsi alle armate di Shinnok per trovarli più facilmente; nel suo finale (non canonico), trova Cyrax e uccide lui, Sonya e Jax;
- Kitana - dopo la sconfitta di Shao Kahn in Mortal Kombat 3, l'impero dell'Outworld si sgretola e ripristina l'antico regno governato dai suoi genitori: Edenia. Sale al trono ma, a causa dei conflitti interni tra i sostenitori dell'Outworld e i sostenitori di Edenia, avrà nelle mani un regno politicamente instabile. A conferma di tale situazione, vi è il tradimento di Tanya (figlia dell'ambasciatore di Edenia), che si allea con Shinnok e permette così l'ingresso delle sue armate nel regno di Edenia. Insieme a Kung Lao, protegge Edenia dagli attacchi degli invasori; nel suo finale (canonico) è attaccata da Milleena, che cerca di impadronirsi del trono di Edenia, ma riesce a scacciarla.
- Mileena - assassina e sorella gemella di Kitana. Negli eventi di Mortal Kombat 3 trova la morte e rinasce nel Netherrealm come soldato di Shinnok. Viene a sapere che Kitana lotta al fianco dei guerrieri della Terra e questa nuova guerra può essere l'occasione buona per tentare di uccidere la sorella, prendere il trono di Edenia e liberarsi dalla schiavitù di Shinnok; nel suo finale (non canonico), riesce a sconfiggere la sorella;
- Baraka - guerriero della razza Tarkatan. Quan Chi, notando le sue abilità di guerriero, gli offre di unirsi all'esercito di Shinnok e che, se la guerra terminerà a loro favore, governerà il regno di Edenia insieme a lui; nel suo finale (non canonico), Baraka scopre che Quan Chi lo ha ingannato e lo attacca, ma lo stregone riesce nuovamente a raggirare e uccidere il guerriero;
- Kung Lao - monaco shaolin. Si allea con la principessa Kitana per respingere l'attacco delle armate di Shinnok su Edenia, ma soprattutto per affrontare Goro (divenuto intanto la guardia del corpo del dio decaduto) e vendicare il suo antenato, il Grande Kung Lao, ucciso 500 anni prima dallo Shokan; nel suo finale (canonico), mentre Kitana si reca da Goro per cercare di trattare con il principe degli shokan, Kung Lao sopraggiunge e attacca l'avversario, ferendolo; Goro, tuttavia, non vuole combattere, riconoscendo il valore sia del Grande Kung Lao che di Kung Lao stesso, e che, se fosse stato lui a soccombere, sarebbe suo figlio a cercare vendetta contro lo shaolin; Kung Lao e Goro, così, si riappacificano e si stringono la mano.

### Personaggi già presenti in MK4
- Jarek - l'ultimo membro del clan Black Dragon, di cui facevano parte Kano e Kabal, sta scappando da Sonya. Con l'incombente minaccia di Shinnok e Quan Chi, Sonya gli propone una tregua per aiutare i guerrieri della Terra; Jarek accetta con riserva, pianificando nel frattempo un modo per fuggire nuovamente;
- Kai - Ex membro della Società del Loto Bianco, è un monaco guerriero ed amico di Liu Kang. Combatte al fianco dei guerrieri della Terra;
- Tanya - figlia dell'ambasciatore di Edenia. Viene corrotta dalle promesse del dio decaduto e lo aiuta a far entrare le sue armate nel regno di Edenia. Combatte al fianco delle armate di Shinnok;
- Reiko - un demone del Netherrealm; fece parte del gruppo dei demoni della Fratellanza dell'Ombra, i quali servirono Shinnok nella battaglia contro gli Dei Antichi. Creduto morto, riappare misteriosamente e decide di servire nuovamente Shinnok in qualità di generale;
- Fujin - dio del vento, incaricato dagli dei antichi di riunire insieme a Raiden i guerrieri della terra per far fronte alla minaccia di Shinnok. Combatte al fianco dei guerrieri della Terra;
- Quan Chi - stregone malvagio ed abile nelle arti oscure, è l'elemento di spicco dell'esercito di Shinnok ed è suo consigliere e braccio destro. Libererà il dio decaduto dalla sua prigionia nel Netherrealm;
- Shinnok - dio decaduto liberatosi grazie a Quan Chi dalla sua prigionia nel Netherrealm, guida un esercito di demoni e guerrieri per conquistare i 6 regni dell'universo di Mortal Kombat e vendicarsi di Raiden, colui che lo imprigionò. È il boss finale.
- Liu Kang - campione del Mortal Kombat e monaco shaolin. Combatte al fianco dei guerrieri della Terra, di cui è il leader insieme a Raiden;
- Jax - collega di Sonya Blade, appartiene alla Squadra di agenti speciali U.S.A. per il controllo dei rapporti tra Outworld ed Earthrealm. Insieme alla sua collega, dà la caccia a Jarek. Combatte al fianco dei guerrieri della Terra;
- Sub-Zero - ex ninja del clan Lin-Kuei, fratello minore del Sub-Zero del primo torneo Mortal Kombat. In passato, suo fratello maggiore (l'originale Sub-Zero) aveva recuperato e dato a Quan Chi il medaglione col quale ha liberato Shinnok. Conoscendo quindi la chiave per sconfiggere definitivamente il dio decaduto, si unisce ai guerrieri della Terra;
- Sonya Blade - tenente della Squadra degli agenti speciali U.S.A. per il controllo dei rapporti tra Outworld ed Earthrealm. Insieme al suo collega Jax, dà la caccia a Jarek. Combatte al fianco dei guerrieri della Terra;
- Johnny Cage - attore e karateka, morto durante gli eventi di Mortal Kombat 3 e risorto grazie all'aiuto di Raiden per aiutare i suoi amici. Combatte al fianco dei guerrieri della Terra;
- Raiden - dio del tuono. Migliaia di anni prima dei fatti di Mortal Kombat, sconfigge Shinnok e lo confina nel Netherrealm. Guida i guerrieri della Terra contro le armate di Shinnok;
- Reptile - rettile umanoide, guardia del corpo di parecchie divinità, stregoni o imperatori oscuri, si allea con Shinnok e diventa uno dei suoi generali in cambio della salvezza della sua gente, la razza rettiliana che abitava Zaterra;
- Scorpion - ninja risorto, è uno dei generali delle armate di Shinnok. Egli accetta tale incarico poiché Quan Chi gli promette la vita in cambio dei suoi servigi. Nel corso della battaglia, verrà a sapere che il fratello minore del Sub-Zero che sconfisse nel primo torneo di Mortal Kombat si è alleato con i guerrieri della terra. Cercherà di sconfiggerlo per ottenere nuovamente vendetta nei confronti del clan Lin-Kuei, colpevole (erroneamente) di aver ucciso l'intero clan di Scorpion;

### Personaggi segreti
- Noob Saibot - ninja completamente nero, è la reincarnazione di Bi-Han, il Sub-Zero del primo Mortal Kombat e fratello maggiore di Kuai Liang, l'attuale Sub-Zero. Shinnok ne fa di lui un suo subordinato e gli affida l'incarico di spiare lo svolgimento della battaglia tra il regno dell'Outworld e l'Earthrealm (eventi di Mortal Kombat 3) e di fare rapporto al suo nuovo leader che attende il momento più propizio per iniziare l'invasione. È presente come personaggio segreto;
- Goro - guerriero della razza Shokan, ex campione del Mortal Kombat ed ex protettore di Shang Tsung, ora è la guardia del corpo di Shinnok. Il suo vero obiettivo è sconfiggere Liu Kang e vendicarsi della perdita del titolo di campione di Mortal Kombat. È presente come personaggio segreto;
- Meat - fu creato dallo stregone Shang Tsung nelle Fosse di carne, ma prima del suo completamento riuscì a fuggire lasciando il suo aspetto privo di pelle e perennemente sanguinante. Si tratta di un costume alternativo per ogni personaggio; questa skin fu creata nel caso un personaggio subisse una fatality che ne rimuovesse la pelle, come quelle di Fujin e Reptile.